# 圣若泽-杜塞里图
圣若泽-杜塞里图是巴西圣卡塔琳娜州的一个市镇。总面积946平方公里，总人口9505人，人口密度10人/平方公里。